# Антон Гандлірш
Антон Гандлірш (нім. Anton Handlirsch, 20 січня 1865, Відень — 28 серпня 1935, Відень) — австрійський ентомолог.

## Біографія
Вивчав у Віденському університеті природничі науки, у 1889 році призначений асистентом, а потім хранителем ентомологічного відділу Віденського природно-історичного музею. З 1893 року був редактором видань Австрійського зоологічно-ботанічного товариства. Гандлірш подорожував з науковою метою по Іспанії, південній Франції, Алжиру і інших країнах. Він спочатку вивчав морфологію та біологію перетинчастокрилих комах, а згодом зайнявся виключно вивченням систематики та морфології клопів.
З 1922 року дійсний член Австрійської академії наук.

## Наукова робота
Найбільш відомими науковими роботами Гандлірша є: «Monographie der mit Nysson und Bembex verwandten Grabwespen» (В., 1887–1895); «Die Hummelsammlung des K. K. naturhistorischen Hofmuseums» (1888); «Die Bienengattung Nomioides» (1888); «Hummelstudien» (1891); «Monographie der Phymatiden» (1898); «Zur Kenntnis der Stridulationsorgane bei Rhynchoten» (1900).